# Tränskär
Tränskär est une île de l'archipel finlandais à Pargas en Finlande.

## Géographie
Tränskär est située à environ 74 kilomètres au sud-est de Turku. 
La superficie de l'île est de 27,5 hectares et sa plus grande longueur est de 1,1 kilomètre dans la direction sud-nord-est,.
Tränskär fait partie du parc national de l'archipel.